# Rodine, Črnomelj
Ródine je naselje v Občini Črnomelj, Slovenija.

## Geografija
Povprečna nadmorska višina naselja je 350 m. Sestavljata ga zaselka Male Rodine in Velike Rodine.
Pomembnejša bližnja naselja so: Talčji Vrh (1,5 km), Otovec (2 km) in Črnomelj (6 km).
V vasi stoji cerkev Marije pomagaj.